# استیو مک‌کلارن
استیون مکلارن (به انگلیسی: Steve McClaren)، بازیکن سابق و مربی فوتبال انگلیسی است. وی متولد ۳ می ۱۹۶۱ در انگلستان است و تا کنون در تیمهای میدلزبورو و تیم ملی فوتبال انگلستان و همچنین توئنته و ولفسبورگ مربیگری کرده‌است.

## افتخارات
میدلزبرو انگلستان
قهرمان جام اتحادیه فوتبال انگلستان ۲۰۰۴
نایب قهرمان جام یوفا ۲۰۰۶
توئنته هلند
قهرمان لیگ برتر فوتبال هلند ۱۰ - ۲۰۰۹
فردی
دریافت جایزه رینوس میشل   به عنوان بهترین مربی لیگ برتر هلند  ۲۰۱۰

## مربی‌گری
| تیم             | کشور     | از            | تا             | نتایج | نتایج | نتایج | نتایج | نتایج |
| تیم             | کشور     | از            | تا             | G     | W     | D     | L     | Win % |
| --------------- | -------- | ------------- | -------------- | ----- | ----- | ----- | ----- | ----- |
| میدلزبورو       | انگلستان | 1۲ ژوئن ۲۰۰۱  | 1۱ مه ۲۰۰۶     | ۲۵۰   | ۹۷    | ۶۰    | ۹۳    | ۰۳۹   |
| انگلستان        | انگلستان | ۱ اوت ۲۰۰۶    | 2۲ نوامبر ۲۰۰۷ | ۱۸    | ۹     | ۴     | ۵     | ۰۵۰   |
| توئنته          | هلند     | 2۰ ژوئن ۲۰۰۸  | 3۰ ژوئن ۲۰۱۰   | ۱۰۱   | ۶۴    | ۲۱    | ۱۶    | ۰۶۳   |
| ولفسبورگ        | آلمان    | 1 Jul 2010    | ۷ فوریه ۲۰۱۱   | ۲۱    | ۵     | ۸     | ۸     | ۰۲۴   |
| ناتینگهام فارست | انگلستان | 1۳ ژوئن ۲۰۱۱  | ۲ اکتبر ۲۰۱۱   | ۱۳    | ۳     | ۳     | ۷     | ۰۲۳   |
| توئنته          | هلند     | ۵ ژانویه ۲۰۱۲ | Present        | ۲۱    | ۱۰    | ۴     | ۷     | ۰۴۸   |
| Total           | Total    | Total         | Total          | ۴۲۴   | ۱۸۸   | ۱۰۰   | ۱۳۶   | ۰۴۴   |